# Futbol'ny Klub Dynama Minsk
Il Futbol'ny Klub Dynama Minsk (in bielorusso Футбольны клуб Дынама Мінск?, Futbol'ny Klub Dynama Minsk; in russo футбольный клуб Динамо Минск?, Futbol'nyj Klub Dinamo Minsk), meglio noto come Dinamo Minsk, è una società calcistica bielorussa con sede nella città di Minsk. Milita nella Vyšėjšaja Liha, la massima divisione del campionato bielorusso.
Fu l'unico club della RSS Bielorussa ad essere presente nella massima divisione del campionato sovietico di calcio, cui partecipò per 39 delle 54 stagioni in cui esso si disputò e che vinse nel 1982 sotto la guida dell'allenatore Ėduard Malafeeŭ. Ha vinto inoltre 9 campionati bielorussi e 3 Coppe di Bielorussia.

## Storia

### Epoca sovietica
La Dinamo Minsk fu fondata nel 1927 come sezione calcistica della Società Sportiva Dinamo. Dopo aver trascorso alcuni anni nelle categorie inferiori del campionato sovietico di calcio, nel 1940 fu promossa nella Vysšaja Liga, divenendo in tal modo la prima squadra bielorussa a partecipare alla massima divisione sovietica. Nel 1952 retrocesse, ma tornò immediatamente in massima serie l'anno dopo. Nel 1954 si piazzò terza, miglior piazzamento di sempre nel campionato sovietico, e si sciolse per poi ricostituirsi con il nome di Spartak Minsk. Nel 1959 divenne Belarus Minsk, tre anni dopo tornò al nome originario di Dinamo Minsk. Nel 1955 e nel 1957 soffrì due altre retrocessioni dalla massima serie, in cui fece ritorno nel 1960. Dopo una nuova retrocessione, nel 1973, arrivò un'altra promozione in massima serie nel 1975, ma nel 1976 la Dinamo retrocesse ancora una volta. Nel 1978 fu promossa ancora nella Vysšaja Liga.
Nel 1982 la Dinamo Minsk si aggiudicò il campionato sovietico di massima divisione per la prima e unica volta nella sua storia, sotto la guida dell'allenatore Ėduard Malafeeŭ, che aveva militato nel club di Minsk come calciatore dal 1963 al 1972. Nella stagione 1983-1984 debuttò quindi nella Coppa dei Campioni, dove eliminò gli svizzeri del Grasshoppers e gli ungheresi del Raba, prima di essere eliminata dai rumeni della Dinamo Bucarest ai quarti di finale. Nella stagione 1984-1985 la Dinamo raggiunse i quarti di finale della Coppa UEFA dopo aver superato HJK Helsinki, Sporting Lisbona e Widzew Łódź, prima di cadere eliminata contro gli jugoslavi dello Željezničar. Anche nella Coppa delle Coppe 1987-1988 furono fatali per i bielorussi i quarti di finale: dopo aver eliminato Gençlerbirliği e Real Sociedad, la squadra si arrese ai belgi del Malines.
La Dinamo Minsk partecipò anche al campionato della Repubblica Socialista Sovietica Bielorussa, ma dalla metà degli anni '50 le sue apparizioni in questo torneo furono sporadiche e negli ultimi anni prima della dissoluzione dell'URSS a rappresentare la Dinamo nella competizione furono formazioni giovanili. Il club conta 7 vittorie in questo campionato.

### Epoca bielorussa

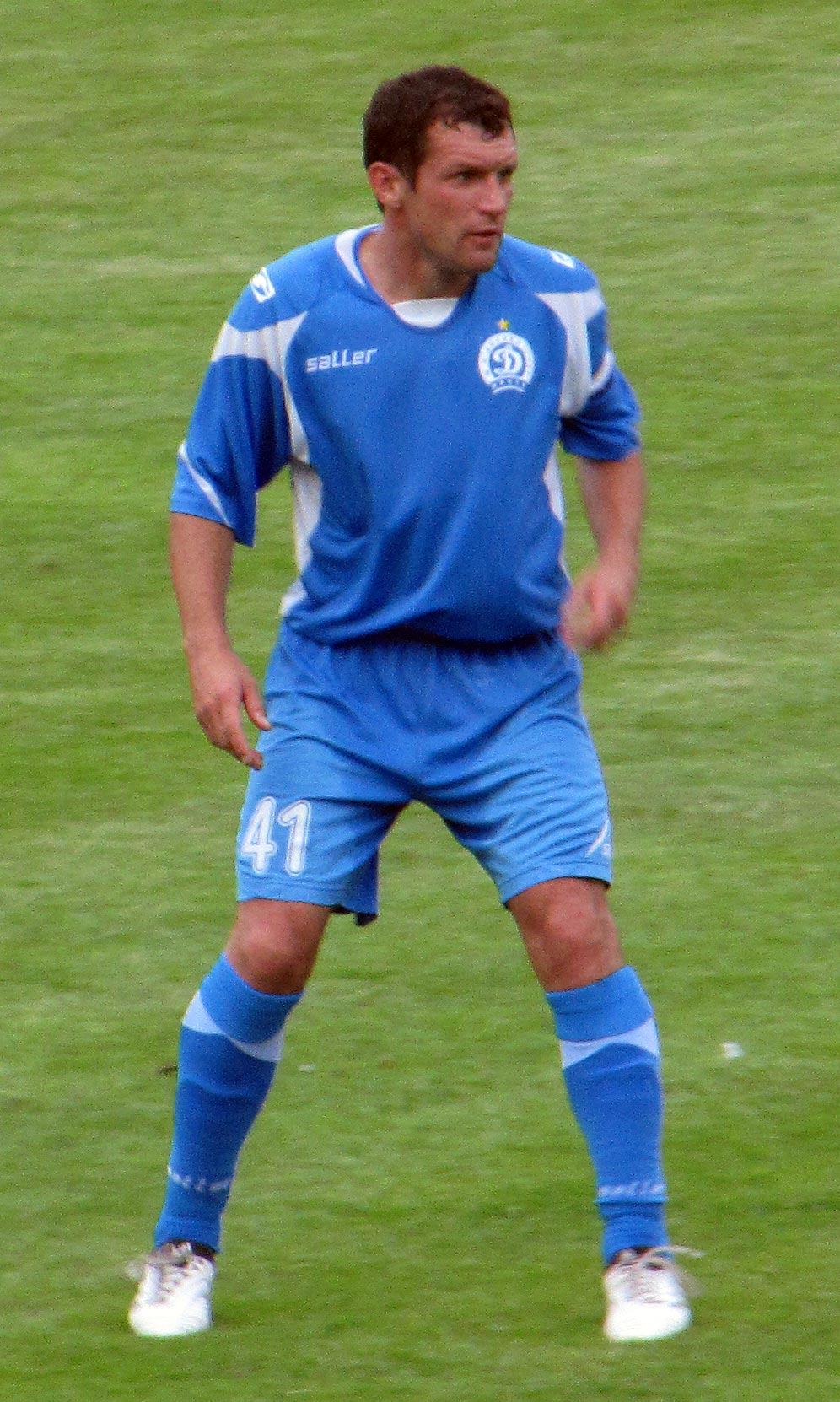
Sjarhej Hurėnka ha militato nella Dinamo Minsk nel 2008-2009 e in seguito ne è stato l'allenatore in due riprese.

Dopo l'indipendenza della Bielorussia, la Dinamo Minsk partecipò alla prima edizione del campionato bielorusso di massima serie, che vinse nel 1992. Dal 1992 al 1995 si aggiudicò 5 titoli nazionali consecutivi, partecipando anche alla UEFA Champions League nel 1993-1994 (eliminazione ai sedicesimi di finale contro il Werder Brema). Dopo il titolo vinto nel 1997, però, la Dinamo riuscì a ripetersi solo nel 2004. Da allora visse un lungo periodo di astinenza di successi, arrendendosi spesso al BATĖ Borisov nella lotta per il titolo e finendo spesso seconda.
Nel 2014-2015, dopo aver eliminato nei turni preliminari i finlandesi del MyPa, i rumeni del Cluj e i portoghesi del Nacional, si qualificò per la fase a gironi di UEFA Europa League, divenendo la seconda bielorussa dopo il BATE a riuscire nell'impresa. Inserita nel gruppo con Fiorentina, Guingamp e PAOK Salonicco, chiuse ultima con 4 punti, frutto del pareggio interno contro il Guingamp (0-0) e della storica vittoria per 2-1 contro una Fiorentina già qualificata allo Stadio Artemio Franchi, all'ultima giornata.
Prende parte ai preliminari di UEFA Europa League 2018-2019 dove elimina prima gli irlandesi del Derry City (2-0 in Irlanda e sconfitta casalinga per 2-1) e poi gli slovacchi del DAC Dunajská Streda (vincente in entrambi i match per 3-1 e 4-1). Dopodiché la squadra bielorussa affronta lo Zenit San Pietroburgo e si rende protagonista in negativo di un record, quello della più ampia rimonta subita in una competizione europea: difatti i bielorussi stravincono a sorpresa in casa per 4-0, ma al ritorno lo Zenit eguaglia il risultato portando la sfida ai supplementari, per poi vincere per 8-1 ed eliminare la Dinamo di Minsk.

## Cronistoria del nome
- 1927 Fondata come Dinamo Minsk
- 1954 Sciolta
- 1954 Rifondata come Spartak Minsk
- 1959 Rinominata in Bielorussia Minsk
- 1962 Rinominata in Dinamo Minsk
- 1983 Prima partecipazione alla Coppa dei Campioni (1983-1984)

## Allenatori
- Michail Čurkin (1940)
- Lev Korčebokov (1941)
- Evgenij Eliseev (1945-47)
- Lev Korčebokov (1947-50)
- Aleksandr Nazarov (1950)
- Evgenij Fokin (1951-52)
- Michail Bozenenkov (1954
- Dmitrij Matveev (1957)
- Vasilij Sokolov (1957)
- Viktor Novikov (1960-61)
- Aleksandr Sevidov (1962-69)
- Ivan Mozer (1970-73)
- Anatolij Egorov (1974)
- Evgenij Gorjanskij (1975-76)
- Oleh Bazylevyč (1977-78)
- Ėduard Malafeeŭ (1978-83)

- Veniamin Arzamascev (1984-86)
- Ivan Savostikov (1986-88)
- Ėduard Malafeeŭ (1988-91)
- Mikhail Vergeenko (1991-94)
- Veniamin Arzamascev (1994)
- Ivan Sčjokin (1994-97)
- Anatolij Bajdačnyj (1997-98)
- Vladimir Kurnev (1998)
- Veniamin Arzamascev (1998)
- Jurij Kurnenin (1999-2000)
- Pavel Radnjonak (2000)
- Aleksandr Piskarëv (2000-01)
- Georgij Kondrat'ev (2001)
- Ėduard Malafeeŭ (2001-02)
- Andrej Zygmantovič (2002)

- Veniamin Arzamascev (2002)
- Georgij Gjurov (2002-03)
- Anatolij Bajdačnyj (2003)
- Pëtr Šubin (2003-04)
- Jurij Šukanov (2004-05)
- Aleksandr Bašmakov (2005)
- Oleksandr Rjabokon (2005-06)
- Aleksej Petrušin (2006)
- Pëtr Kačura (2006-07)
- Aljaksandr Chackevič (2007)
- Igor' Kriušenko (2007-08)
- Slavoljub Muslin (2008-09)
- Kirill Al'šeŭckyj (2009)
- Sjarhej Hurėnka (2009-10)
- Sergej Solodovnikov (2010)

- Vladimir Golmak (2010)
- Oleg Vasilenko (2010-11)
- Sergej Ovčinnikov (2011)
- Aleksandr Sednev (2011-12)
- Oleh Protasov (2012-13)
- Robert Maaskant (2013)
- Uladzimir Žuravel (2013-14)
- Dušan Uhrin Jr. (2014-15)
- Vuk Rašović (2015-16)
- Sjarhej Baroŭski (2016-17)
- Sjarhej Hurėnka (2017-2019)
- Roman Pylypčuk (2019-2020)
- Leanid Kučuk (2020-oggi)

## Palmarès

### Competizioni nazionali
- Campionato sovietico: 1

1982
- Campionato bielorusso: 9

1992, 1992-1993, 1993-1994, 1994-1995, 1995, 1997, 2004, 2023, 2024
- Coppa di Bielorussia: 3

1992, 1993-1994, 2002-2003
- Supercoppa di Bielorussia: 1

2025
- Pervaja Liga: 1

1956 (Girone 1)

### Altri piazzamenti
- Campionato sovietico:

Terzo posto: 1954, 1963, 1983
- Pervaja Liga:

Secondo posto: 1951, 1975
Terzo posto: 1974, 1978
- Coppa dell'Unione Sovietica:

Finalista: 1965, 1986-1987
Semifinalista: 1965-1966, 1984, 1990
- Coppa delle Federazioni sovietiche:

Finalista: 1989
- Campionato bielorusso:

Secondo posto: 1996, 2001, 2005, 2006, 2008, 2009, 2014, 2015, 2017
Terzo posto: 2000, 2003, 2012, 2013, 2016, 2018, 2021
- Coppa di Bielorussia:

Finalista: 1995-1996, 1997-1998, 2012-2013
Semifinalista: 1992-1993, 1996-1997, 2000-2001, 2007-2008, 2014-2015, 2018-2019, 2023-2024
- Supercoppa di Bielorussia:

Finalista: 2024
- Coppa dei Campioni della CSI:

Finalista: 1993
Semifinalista: 1996

## Statistiche

### Statistiche nelle competizioni UEFA
Tabella aggiornata alla stagione 2025-2026.
| Competizione                  | Partecipazioni | G   | V  | N  | P  | RF  | RS  |
| ----------------------------- | -------------- | --- | -- | -- | -- | --- | --- |
| UEFA Champions League         | 5              | 14  | 3  | 6  | 4  | 20  | 21  |
| Coppa delle Coppe             | 1              | 6   | 2  | 3  | 1  | 7   | 5   |
| Coppa UEFA/UEFA Europa League | 21             | 105 | 40 | 24 | 41 | 138 | 139 |
| UEFA Conference League        | 1              | 2   | 0  | 0  | 2  | 0   | 3   |
| Coppa Intertoto               | 3              | 16  | 7  | 3  | 6  | 28  | 17  |

## Organico

### Rosa 2024
Aggiornata al 4 aprile 2024.
| N. |                          | Ruolo | Calciatore          |
| -- | ------------------------ | ----- | ------------------- |
| 1  | Bielorussia (bandiera)   | P     | Dzjanis Špakoŭski   |
| 2  | Bielorussia (bandiera)   | D     | Aliaksandr Čyž      |
| 3  | Bielorussia (bandiera)   | D     | Maksim Švjacoŭ      |
| 4  | Bielorussia (bandiera)   | D     | Ihar Šytaŭ          |
| 5  | Slovenia (bandiera)      | D     | Miha Goropevšek     |
| 6  | Serbia (bandiera)        | D     | Dominik Dinga       |
| 7  | Bielorussia (bandiera)   | C     | Ivan Bachar         |
| 8  | Serbia (bandiera)        | C     | Marko Pavlovski     |
| 9  | Bielorussia (bandiera)   | C     | Jaŭhen Šykaŭka      |
| 10 | Belgio (bandiera)        | C     | Danilo              |
| 11 | Croazia (bandiera)       | D     | Karlo Bručić        |
| 14 | Corea del Sud (bandiera) | A     | Kim Jun-young       |
| 15 | Bielorussia (bandiera)   | A     | Uladzislaŭ Klimovič |
| 16 | Russia (bandiera)        | C     | Daniil Kulikov      |

| N. |                        | Ruolo | Calciatore           |
| -- | ---------------------- | ----- | -------------------- |
| 17 | Bielorussia (bandiera) | C     | Aljaksej Ryas        |
| 19 | Bielorussia (bandiera) | D     | Uladzislaŭ Liach     |
| 20 | Ucraina (bandiera)     | C     | Dmytro Bilonoh       |
| 21 | Bielorussia (bandiera) | C     | Dzmitryj Baradzin    |
| 22 | Bielorussia (bandiera) | D     | Mikita Chalimončyk   |
| 23 | Bielorussia (bandiera) | C     | Ėdhar Aljachnovič    |
| 24 | Ucraina (bandiera)     | D     | Artem Suchoc'kyj     |
| 25 | Bielorussia (bandiera) | A     | Uladzislaŭ Ložkin    |
| 31 | Bielorussia (bandiera) | P     | Kanstancin Rudzianok |
| 49 | Bielorussia (bandiera) | P     | Maksim Plotnikaŭ     |
| 71 | Bielorussia (bandiera) | C     | Michail Kazloŭ       |
| 77 | Bielorussia (bandiera) | A     | Kiryl Viarhiejčyk    |
|    | Russia (bandiera)      | A     | Pavel Melëšin        |

### Rose delle stagioni precedenti
- 2012